# OLM (studio)
OLM, Inc. (jap. 株式会社オー・エル・エム Kabushiki-gaisha Ōeruemu), wcześniej Oriental Light and Magic – japońskie studio filmowe, zajmujące się produkcją anime, założone w czerwcu 1994 roku. Znane szczególnie z tworzenia filmów i serialu anime Pokémon. Siedziba studia znajduje się w Setagayi w Tokio.

## Lista produkcji
Opracowano na podstawie źródła.
1994
- Kid Klown Crazy Chase (jap. キッドクラウンのクレイジーチェイス Kiddokuraun no kureijīcheisu)
- Onikirimaru (jap. 鬼切丸)

1995
- Makeruna makendō (jap. 負けるな魔剣道)
- Stainless Night (jap. ステンレスナイト Sutenresunaito)
- Gunsmith Cats (jap. ガンスミスキャッツ Gansumisukyattsu)
- Mojacko (jap. モジャ公 moja kō)
- Wedding Peach (jap. 愛天使伝説ウエディングピーチ Ai tenshi densetsu uedingupīchi)
- Kōryū no mimi: Mina no shō (jap. 黄龍の耳　美那の章)

1996
- Kid Klown Crazy Chase 2: Love Love Honey sōdatsu-sen (jap. キッドクラウンのクレイジーチェイス２ 〜ラヴ・ラヴ・ハニー争奪戦〜 Kiddokuraun no kureijīcheisu 2 〜 ravu ravu hanī sōdatsu-sen 〜 )
- Melty Lancer: Ginga shōjo keisatsu 2086 (jap. メルティランサー 〜銀河少女警察2086〜 Merutiransā 〜 ginga shōjo keisatsu 2086 〜)
- Wedding Peach DX (jap. 愛天使伝説ウエディングピーチDX Ai tenshidensetsu uedingupīchi DX)
- Elves o karu mono-tachi (jap. エルフを狩るモノたち Erufu o karu mono-tachi)
- Noraneko Downtown (jap. のらねこダウンタウン Noraneko dauntaun)

1997
- Sōkū no tsubasa: GOTHAWORLD (jap. 蒼空の翼　〜GOTHAWORLD〜)
- Textoto Ludo: Arcana Senki (jap. テクストート・ルド　〜アルカナ戦記〜 Tekusutōto rudo 〜 arukana senki 〜)
- Game tengoku (jap. ゲーム天国 Gēmu tengoku)
- Buttobi CPU!! (jap. ぶっとびＣＰＵ！！)
- Berserk (jap. 剣風伝奇ベルセルク Kenfū denki beruseruku)
- Pokémon (jap. ポケットモンスター pokettomonsutā)

1998
- Āmmegamisama: 1998 B&W Illustration Weekly Calender (jap. ああっ女神さまっ 1998 B&W Illustration Weekly Calender)
- Āmmegamisama: Kotcha itte koto wa benrida ne manga screen saver (jap. ああっ女神さまっ・小っちゃいって事は便利だねっ MANGA・スクリーンセーバー Āmmegamisama~tsu-shō tcha itte koto wa benrida nemmanga sukurīnsēbā)
- Danjon shōtenkai (jap. だんじょん商店会)
- Kunoichi torimonochō (jap. くのいち捕物帖)
- YAKATA Nightmare Project
- High school aura buster (jap. ハイスクール・オーラバスター Haisukūru ōrabasutā)
- Yūwaku countdown: kagami (jap. 誘惑カウントダウン　鏡 Yūwaku kauntodaun: kagami)
- Bi yondo (jap. ビ・ヨンド)
- Power Dolls: Project α (jap. パワードール・プロジェクトα pawādōru purojekuto α)
- Pokémon: Pikachu no fuyuyasumi (jap. ポケットモンスター　ピカチュウのふゆやすみ pokettomonsutā pikachū no fuyuyasumi)
- Queen Emeraldas (jap. クィーン・エメラルダス kuīn emerarudasu)
- Oh! My Goddess: chitchai tte koto wa benrida ne (jap. ああっ女神さまっ・ちっちゃいって事は便利だね āmmegamisama chitchai tte koto wa benrida ne)
- Wakacje Pikachu (jap. 劇場版ポケットモンスター ピカチュウのなつやすみ gekijō-ban pokettomonsutā pikachū no natsuyasumi)
- Pokémon: Film pierwszy (jap. 劇場版ポケットモンスター ミュウツーの逆襲 gekijōban pokettomonsutā myuutsū no gyakushū)
- Pokémon (jap. ポケットモンスター pokettomonsutā)

1999
- ’70 nendaifū Robot Anime Geppy X (jap. ’70年代風ロボットアニメ　ゲッP-X ’70 nendaifū robotto anime geppīekkusu)
- ToHeart
- Pokémon: Pikachu no fuyuyasumi 2000 (jap. ポケットモンスター　ピカチュウのふゆやすみ2000 Pokettomonsutā pikachūnofuyuyasumi 2000)
- Gōtetsu tenshi Kurumi (jap. 鋼鉄天使くるみ)
- Shūkan sutōrīrando „ugokidashita daibutsu” (jap. 週間ストーリーランド「動き出した大仏」)
- Shūkan sutōrīrando „jinrui saigo no otoko” (jap. 週間ストーリーランド「人類最後の男」)
- Pikachu Wybawca (jap. 劇場版ポケットモンスター ピカチュウたんけんたい Gekijō-ban pokettomonsutā pikachū tankentai)
- Pokémon 2: Uwierz w swoją siłę (jap. 劇場版ポケットモンスター 幻のポケモン　ルギア爆誕 gekijō-ban pokettomonsutā maboroshi no pokemon rugia bakutan)
- Pokémon (jap. ポケットモンスター pokettomonsutā)

2000
- Pokémon 3: Zaklęcie Unown (jap. 劇場版ポケットモンスター 結晶塔の帝王 Gekijō-ban pokettomonsutā kesshō-tō no teiō)
- Pikachu i Pichu (jap. 劇場版ポケットモンスター ピチューとピカチュウ gekijō-ban pokettomonsutā pichū to pikachū)
- Pokémon: Powrót Mewtwo (jap. ポケットモンスター ミュウツー! 我ハココニ在リ pokettomonsutā Mewtwo! Ware wa koko ni ari)
- Fruit sundae (jap. フルーツサンデー furūtsusandē)
- Dinozaurs (jap. ダイノゾーズ dainozōzu)
- Pokémon: Pikachu no fuyuyasumi 2001 (jap. ポケットモンスター　ピカチュウのふゆやすみ2000 Pokettomonsutā pikachūnofuyuyasumi 2001)
- Tobakumokujiroku kaiji (jap. 賭博黙示録カイジ)
- Adi no okurimono (jap. アディのおくりもの)
- Pokémon (jap. ポケットモンスター pokettomonsutā)

2001
- Pokémon 4: Głos lasu (jap. 劇場版ポケットモンスター セレビィ時を越えた遭遇 Gekijō-ban pokettomonsutā serebyi toki o koeta sōgū)
- Gekijō-ban pokettomonsutā pikachū no dokidoki kakurenbo (jap. 劇場版ポケットモンスター ピカチュウのドキドキかくれんぼ Gekijō-ban pokettomonsutā pikachū no dokidoki kakurenbo)
- Pokettomonsutā kurisutaru raikou ikazuchi no densetsu (jap. ポケットモンスタークリスタル ライコウ　雷(いかずち)の伝説)
- Figure 17 (jap. フィギュア17 Figyua 17)
- Kasumin (jap. カスミン Kasumin)
- Gōtetsu tenshi kurumi 2 (jap. 鋼鉄天使くるみ2式)
- Comic Party (jap. こみっくパーティ Komikku pāti)
- Gōtetsu tenshi kurumi rei (jap. 鋼鉄天使くるみ零)
- Naniwa kin'yūdō (jap. ナニワ金融道)
- Pokémon (jap. ポケットモンスター pokettomonsutā)

2002
- Pokémon 5: Bohaterowie (jap. 劇場版ポケットモンスターアドバンスジェネレーション 水の都の護神 ラティアスとラティオス Gekijō-ban pokettomonsutā adobansujenerēshon mizu no miyako no Mamoru-shin ratiasutoratiosu)
- Gekijōban Pocket Monsters Advance Generation pikapika hoshizora Camp (jap. 劇場版ポケットモンスターアドバンスジェネレーション ピカピカ星空キャンプ Gekijō-ban pokettomonsutāadobansujenerēshon pikapika hoshizora kyanpu)
- Minimoni. Ja mūbī okashina dai bōken! (jap. ミニモニ。じゃムービー お菓子な大冒険！)
- Pokémon: Advanced Generation (jap. ポケットモンスターアドバンスジェネレーション)
- piano
- Kasumin dai 2 series (jap. カスミン第2シリーズ Kasumin dai ni shirīzu)
- Pokémon (jap. ポケットモンスター pokettomonsutā)

2003
- Pokémon: Jirachi – Spełnione marzenia (jap. 劇場版ポケットモンスターアドバンスジェネレーション 七夜の願い星ジラーチ Gekijō-ban pokettomonsutāadobansujenerēshon nanayo no negai boshi jirāchi)
- Gekijō-ban pokettomonsutāadobansujenerēshon odoru pokemon himitsu kichi (jap. 劇場版ポケットモンスターアドバンスジェネレーション おどるポケモンひみつ基地 Gekijō-ban pokettomonsutāadobansujenerēshon odoru pokemon himitsu kichi)
- Kasumin 3 Series (jap. カスミン第3シリーズ kasumin dai 3 shirīzu)
- Omoikkiri kagaku Adventure-sō na nda! (jap. おもいっきり科学アドベンチャー そーなんだ！ Omoikkiri kagaku adobenchā-sō na nda!)
- Shinkongattai Godannar!! (jap. 神魂合体ゴーダンナー！！ Shinkongattai gōdan'nā!!)
- NHK Special „Bunmei no michi” (jap. NHKスペシャル「文明の道」 NHK supesharu "bunmei no michi")
- Canon Special „Mirai toshi Edo: Jikū no hanazono” (jap. キヤノンスペシャル「未来都市・江戸 〜時空の花園〜」 Kiyanon supesharu "mirai toshi Edo: jikū no hanazono")
- Korokke! (jap. コロッケ！)
- Obasuta (jap. おはスタ)
- Norisuta (jap. のリスタ)
- Mizu-iro (jap. みずいろ)
- Nyankosu (jap. ニャンコス)
- Koi no Jellyfish (jap. 恋のジェリーフィッシュ koi no jerīfisshu)
- Densetsu no Stafy 2 (jap. 伝説のスタフィー2 densetsu no sutafī 2)
- Pokémon: Advanced Generation (jap. ポケットモンスターアドバンスジェネレーション)

2004
- Ostatni strażnik magii (jap. 新暗行御史 Shin angyō onshi)
- Pokémon: Advanced Generation (jap. ポケットモンスターアドバンスジェネレーション)

2005
- Kyōshoku sōkō Guyver (jap. 強殖装甲ガイバー Kyōshoku sōkō gaibā)

2006
- Utawarerumono (jap. うたわれるもの)
- Makai Senki Disgaea (jap. 魔界戦記ディスガイア Makai senki disugaia)

2020
- Pokémon: Sekrety dżungli (jap. 劇場版ポケットモンスター ココ Gekijōban pokettomonsutā koko)

2021
- Komi Can’t Communicate (jap. 古見さんは、コミュ症です Komi-san wa, Komyushō Desu)
- Pokémon Evolutions (jap. ポケモンエボリューションズ Pokémon Eboryūshonzu)

2022
- Summer Time Rendering (jap. サマータイムレンダ Samā taimu renda)
- Odd Taxi: In the Woods (jap. 映画 オッドタクシー イン・ザ・ウッズ Eiga Oddo Takushī In za Uzzu)